# Latibulocrinis curiosa
Latibulocrinis curiosa är en fjärilsart som beskrevs av Kevin R. Tuck 1986. Latibulocrinis curiosa ingår i släktet Latibulocrinis och familjen vecklare. Inga underarter finns listade i Catalogue of Life.